# Marcus Annius Verus
Marcus Annius Verus est un sénateur romain des Ier et IIe siècles, consul suffect en 97 et éponyme en 121 et 126. Il est un des rares triple consulaire de cette époque. C'est un proche de l'empereur Hadrien, le beau-père de l’empereur Antonin le Pieux et le grand-père paternel de Marc Aurèle. Il adopte et élève par ailleurs ce dernier très jeune. Il est possible qu'il ait lui-même épousé une petite-fille de Vitellius.

## Biographie

### Famille

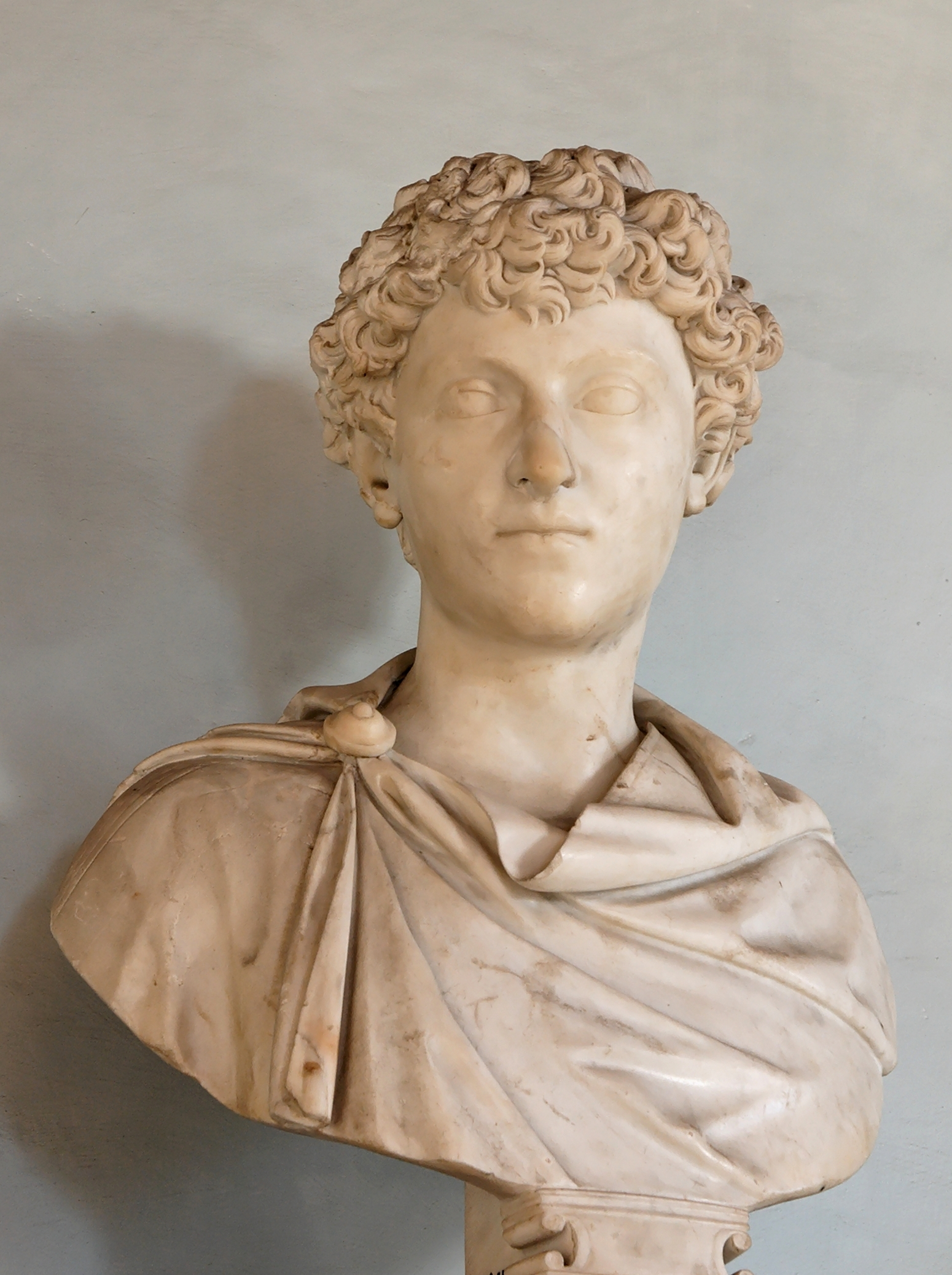
Marc Aurèle adolescent.

Sa famille est originaire d'Ucubi (Colonia Claritas Iulia Ucubi), près de Corduba, en Bétique,. La famille devient riche et importante grâce à la production d'huile d'olive en Hispanie à moins que l'importune fortune de la famille provienne de ressources minières. Il est le fils d'un certain Marcus Annius Verus, sénateur prétorien sous Néron.
Son épouse est Rupilia Faustina, vraisemblablement une petite-fille de Vitellius.
Le couple a au moins trois enfants : 
- Marcus Annius Verus, (v.94 - 124), qui atteint la préture avant de décéder tôt, en l’an 124, après avoir épousé Domitia Lucilla Minor et avoir eu comme enfant le futur empereur Marc Aurèle et Annia Cornificia Faustina[5],[6];
- Marcus Annius Libo, (v.95 - ap.128), consul en 128;
- peut être (Annia), (v.95/100 - ?), épouse de Caius Ummidius Quadratus;
- Annia Galeria Faustina, (v.100 - v.140), épouse du futur empereur Antonin le Pieux ;
- peut être (Annia), (v.100/5 - ?), épouse de Lucius Vibius Sabinus, peut être un frère de Sabine[2].

Il possède une maison sur le mont Caelius à Rome,. Il possède aussi des fabriques de céramiques et est propriétaire de briqueteries près de Rome.
Après la mort de son fils ainé, il adopte ses petits-enfants Marc Aurèle et sa sœur,. Il les élève avec Lucius Catilius Severus, leur bisaïeul maternel par alliance. Les premiers mots des Pensées pour moi-même de Marc Aurèle concerne son grand-père puis père adoptif : « Exemples que j’ai reçus de mon grand-père Verus : la bonté et la douceur, qui ne connaît point la colère ».
Par sa fille Faustine l'Ancienne, il est donc le beau-père du futur Antonin le Pieux, mais aussi le grand-père de Faustine la Jeune, qui épousera Marc Aurèle. Les deux cousins ont pour fils Commode, qui a donc Marcus Annius Verus et son épouse deux fois comme arrière-grands-parents. Dans ses Pensées pour moi-même, Marc Aurèle parle de son grand-père en ces termes : « De mon grand-père Vérus: la bonté coutumière, le calme inaltérable.».

### Carrière

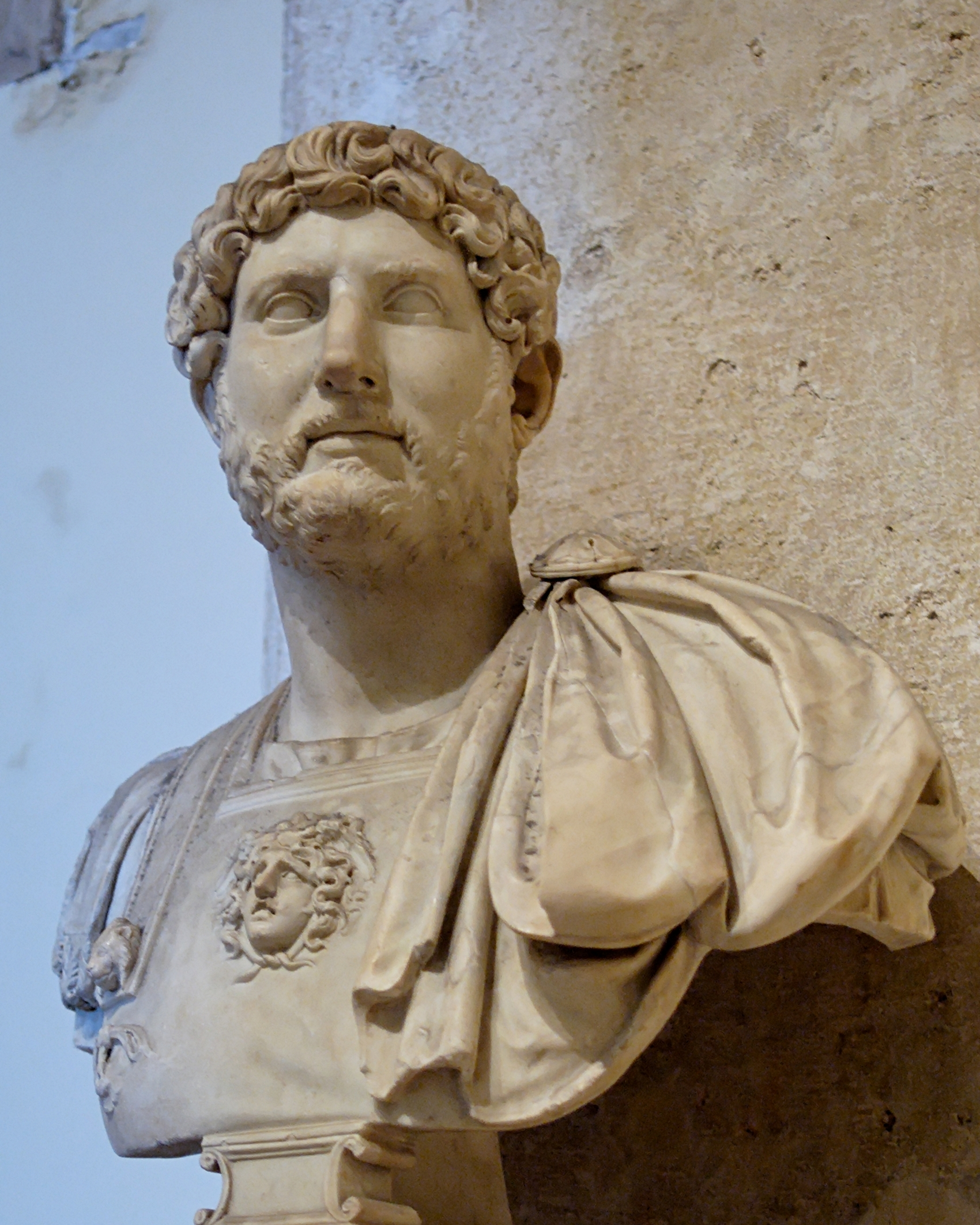
L'empereur Hadrien (117 à 138).

Son père étant un sénateur proche de Vespasien, il est admis au rang de patricien lors de la censure conjointe entre l'empereur Vespasien et son fils Titus en 73/74,.
On ne connaît pas les postes qu'il a occupé entre son entrée au Sénat et son premier consulat.
Il devient consul suffect en 97, sous l'empereur Nerva aux côtés de Lucius Neratius Priscus. Il est très probablement membre du conseil du prince.
On ignore tout de sa carrière politique sous Trajan.
Il est peut-être membre d'un collège de pontifes ou de flamines en 101/102. Il est aussi membre du corps des frères Arvales, et ce peut-être dès 105, ou bien plus tard. Il est en outre sodales Augustales sous Trajan puis sous Hadrien.
Il est deux fois consul éponyme en 121 et 126. C'est le seul sénateur à être honoré de deux consulats éponymes sous le règne d'Hadrien. De plus, avec l'empereur lui-même dès 119 et Lucius Iulius Ursus Servianus qu'en 134, il est le seul à atteindre pour la troisième fois le consulat pendant ce principat. Il est en outre préfet de Rome dès fin 117 ou seulement en 121, et ce jusqu'à 125. C'est alors qu'il reçoit l'honneur exceptionnel d'un troisième consulat de la part d'Hadrien.
Il meurt après 135 mais très vraisemblablement avant Hadrien en 138, ayant alors près de 90 ans.